# Mathias Schubert (Politiker)
Mathias Schubert (* 26. Juli 1952 in Chemnitz; † 29. Oktober 2004) war ein deutscher Politiker (SPD) und Bundestagsabgeordneter.

## Leben
Schubert machte 1971 im damaligen Karl-Marx-Stadt sein Abitur und studierte anschließend von 1973 bis 1978 Theologie an der Universität Leipzig und erreichte das Staatsexamen und das Diplom. Im Jahr 1980 erlangte er das zweite theologische Examen in Eisenach, im Jahr 1986 folgte die Promotion. Von 1981 bis 1986 war er als Pfarrer in Braunsbedra, Kreis Merseburg, tätig. Von 1986 bis 1990 war er Referent für Sozialethik in der Theologischen Studienabteilung beim Bund der Evangelischen Kirchen in der DDR. Von 1990 bis 1993 war er Landrat im Landkreis Fürstenwalde und 1994 Mitarbeiter im Finanzministerium des Landes Brandenburg.

## Politik
Schubert trat 1990 der SPD bei und wurde stellvertretender Unterbezirksvorsitzender in Oder-Spree. Von 1990 bis 1994 war er Mitglied im Kreistag Fürstenwalde und seit 1998 Mitglied des Kreistages des Landkreises Oder-Spree. Im Jahr 1994 wurde er Mitglied des deutschen Bundestages, wo er seit 1998 Sprecher der SPD-Bundestagsfraktion für die Angelegenheiten der neuen Länder war. Nach Ende der vierzehnten Legislaturperiode 2002, schied er aus dem Deutschen Bundestag aus. Er wurde stets im Wahlkreis Fürstenwalde – Strausberg – Seelow direkt gewählt.

## Weblink
- Biographie beim Deutschen Bundestag

| Personendaten    | Personendaten                  |
| ---------------- | ------------------------------ |
| NAME             | Schubert, Mathias              |
| KURZBESCHREIBUNG | deutscher Politiker (SPD), MdB |
| GEBURTSDATUM     | 26. Juli 1952                  |
| GEBURTSORT       | Chemnitz                       |
| STERBEDATUM      | 29. Oktober 2004               |